# Lyn Alicia Henderson
Lyn Alicia Henderson (* 20. Jh. in Maryland) ist eine US-amerikanische Schauspielerin.

## Leben
Lyn Alicia Henderson wuchs in einem Vorort von Silver Spring im US-amerikanischen Bundesstaat Maryland auf. Bereits in ihrer Kindheit trat sie sie auf der Bühne auf, mit 17 Jahren wurde sie Mitglied der Screen Actors Guild. Nach ihrem Abschluss an der University of Maryland zog sie zunächst nach New York City und spielte dort am Theater. Anschließend ging sie nach Los Angeles und übernahm Neben- und Episodenrollen in einer Vielzahl an Serien und Filmen. Unter anderem spielte sie in 14 Staffeln der Serie Emergency Room die Rettungssanitäterin Pamela Olbes. In dieser Zeit gewann die Serie drei Screen Actors Guild Awards für das beste Ensemble in einer Dramaserie.
Bei dem Kurzfilm Short on Sugar von 2003 übernahm Henderson die Hauptrolle und war ebenfalls die Drehbuchautorin und Produzentin.

## Filmografie (Auswahl)
- 1993: Melrose Place (Episode 2x15)
- 1995–2009: Emergency Room – Die Notaufnahme (ER, 149 Episoden)
- 1995–1999: Party of Five (3 Episoden)
- 1996: Ned & Stacey (Episode 1x21)
- 1996: Der Prinz von Bel-Air (The Fresh Prince of Bel-Air, Episode 6x21)
- 1996: Seinfeld (Episode 8x5)
- 1996: Public Morals (Episode 1x9)
- 1996: Caroline in the City (Episode 2x7)
- 1997: Das Relikt (The Relic)
- 1997: Murder One (Episode 2x17)
- 1998–1999: King of Queens (The King of Queens, 2 Episoden)
- 1999: Hör mal, wer da hämmert (Home Improvement, 8x22)
- 1999: Will & Grace (Episode 2x2)
- 2001: Crazy Love – Hoffnungslos verliebt (Chasing Destiny)
- 2001: Friends (Episode 8x3)
- 2003: Short on Sugar (Kurzfilm)
- 2004: Malcolm mittendrin (Malcolm in the Middle, Episode 5x11)
- 2005: Yes, Dear (Episode 5x4)
- 2005: Medium – Nichts bleibt verborgen (Medium, Episode 1x16)
- 2006: Scrubs – Die Anfänger (Scrubs, Episode 5x20)
- 2006: Dexter (Episode 1x6)
- 2007: The L Word – Wenn Frauen Frauen lieben (The L Word, Episode 4x2)
- 2007: 24 (Episode 6x10)
- 2007: Chuck (Pilotfolge)
- 2007: Without a Trace – Spurlos verschwunden (Without a Trace, Episode 6x3)
- 2007: Californication (Episode 1x12)
- 2007: Boston Legal (Episode 4x7)
- 2007: Life (Episode 1x9)
- 2008: Ghost Whisperer – Stimmen aus dem Jenseits (Ghost Whisperer, Episode 3x13)
- 2008: Knight Rider (Episode 1x4)
- 2008: Eli Stone (2 Episoden)
- 2009: Criminal Minds (Episode 5x5)
- 2009: The Forgotten – Die Wahrheit stirbt nie (The Forgotten, Episode 1x8)
- 2009: Aus Versehen glücklich (Accidentally on Purpose, Episode 1x10)
- 2012: New Girl (Episode 1x15)
- 2012: Awake (Episode 1x9)
- 2012: Dr. House (House, M.D., Episode 8x21)
- 2012: Hot in Cleveland (Episode 3x22)
- 2013: Legit (Episode 1x4)
- 2013: The Secret Life of the American Teenager (Episode 5x13)
- 2013: Navy CIS (NCIS, Episode 10x22)
- 2013–2018: Mom (8 Episoden)
- 2014: Shameless (Episode 4x5)
- 2014: The Mentalist (Episode 6x17)
- 2014: Chasing Life (Episode 1x6)
- 2014: Two and a Half Men (Episode 12x4)
- 2014: Hart of Dixie (Episode 4x1)
- 2015: Murder in the First (3 Episoden)
- 2015: American Horror Story (Episode 5x10)
- 2015–2016: Code Black (3 Episoden)
- 2016: Silicon Valley (Episode 3x4)
- 2016: Fear the Walking Dead (Episode 2x8)
- 2016: Swedish Dicks (Episode 1x1)
- 2017: Incorporated (Episode 1x7)
- 2017: Major Crimes (Episode 5x17)
- 2017: Navy CIS: L.A. (NCIS: Los Angeles, Episode 8x20)
- 2018: 9-1-1 (Episode 1x4)
- 2018: Marvel’s Agents of S.H.I.E.L.D. (Episode 5x15)
- 2018: S.W.A.T. (Episode 1x22)
- 2020: Young Sheldon (Episode 3x17)